# Biathlon na Zimowych Igrzyskach Olimpijskich 2006 – bieg masowy mężczyzn
Bieg masowy mężczyzn podczas Zimowych Igrzyskach Olimpijskich 2006 odbył się 25 lutego w Cesana San Sicario. Była to ostatnia konkurencja mężczyzn podczas igrzysk. W biegu wzięło udział trzydziestu najlepszych zawodników bieżącego sezonu oraz aktualnych igrzysk olimpijskich.
Złoty medal zdobył reprezentant Niemiec Michael Greis, który raz spudłował – podczas przedostatniego pobytu na strzelnicy. Srebrny medal zdobył Polak Tomasz Sikora, który także raz spudłował, tracąc w biegu do zwycięzcy 6,3 sekundy. Brązowy medal wywalczył Ole Einar Bjørndalen. Norweg trzy razy spudłował na strzelnicy i musiał pokonać dodatkowe 450 metrów.

## Tło
Bieg pościgowy mężczyzn na Zimowych Igrzyskach Olimpijskich 2006 w Turynie był trzecią tego rodzaju konkurencją w sezonie 2005/2006. Zawodnicy rywalizowali wcześniej w niemieckim Oberhofie oraz włoskiej miejscowości Rasen-Antholz. Pierwsze zawody wygrał Norweg Halvard Hanevold. Tuż za nim na mecie uplasował się Niemiec Sven Fischer, trzecią pozycję zajął Raphaël Poirée. Drugie i zarazem ostatnie zawody w tej konkurencji przed Mistrzostwami wygrał inny Norweg – Ole Einar Bjørndalen. Na podium uplasował się ponownie Raphaël Poirée, tym razem zajmując drugie miejsce. Trzecią pozycję wywalczył Frode Andresen reprezentujący Norwegię.
Mistrzostwo świata w tej konkurencji w 2005 roku wywalczył Ole Einar Bjørndalen. Drugie miejsce podczas mistrzostw w Hochfilzen zajął Sven Fischer, a trzecie – Raphaël Poirée. Podczas tych igrzysk bieg masowy miał swój debiut.
| data                                               | miejscowość                               | zwycięzca                                 | zwycięzca                                 | drugi                                     | drugi                                     | trzeci                                    | trzeci                                    | źródło                                    |
| data                                               | miejscowość                               | czas                                      | strzelanie                                | czas                                      | strzelanie                                | czas                                      | strzelanie                                | źródło                                    |
| Wyniki biegu masowego w sezonie 2005/2006          | Wyniki biegu masowego w sezonie 2005/2006 | Wyniki biegu masowego w sezonie 2005/2006 | Wyniki biegu masowego w sezonie 2005/2006 | Wyniki biegu masowego w sezonie 2005/2006 | Wyniki biegu masowego w sezonie 2005/2006 | Wyniki biegu masowego w sezonie 2005/2006 | Wyniki biegu masowego w sezonie 2005/2006 | Wyniki biegu masowego w sezonie 2005/2006 |
| -------------------------------------------------- | ----------------------------------------- | ----------------------------------------- | ----------------------------------------- | ----------------------------------------- | ----------------------------------------- | ----------------------------------------- | ----------------------------------------- | ----------------------------------------- |
| 8 stycznia                                         | Oberhof                                   | Halvard Hanevold                          | Halvard Hanevold                          | Sven Fischer                              | Sven Fischer                              | Raphaël Poirée                            | Raphaël Poirée                            | [ 1 ]                                     |
| 8 stycznia                                         | Oberhof                                   | 39:00,6                                   | 1+0+0+0                                   | 39:10,7                                   | 1+1+1+0                                   | 39:11,5                                   | 1+1+1+0                                   | [ 1 ]                                     |
| 22 stycznia                                        | Rasen-Antholz                             | Ole Einar Bjørndalen                      | Ole Einar Bjørndalen                      | Raphaël Poirée                            | Raphaël Poirée                            | Frode Andresen                            | Frode Andresen                            | [ 2 ]                                     |
| 22 stycznia                                        | Rasen-Antholz                             | 38:42,3                                   | 0+0+0+0                                   | 40:05,0                                   | 0+0+0+1                                   | 40:20,6                                   | 1+1+1+0                                   | [ 2 ]                                     |
| Wyniki biegu masowego na mistrzostwach świata 2005 |                                           |                                           |                                           |                                           |                                           |                                           |                                           |                                           |
| 13 marca                                           | Hochfilzen                                | Ole Einar Bjørndalen                      | Ole Einar Bjørndalen                      | Sven Fischer                              | Sven Fischer                              | Raphaël Poirée                            | Raphaël Poirée                            | [ 3 ]                                     |
| 13 marca                                           | Hochfilzen                                | 40:51,9                                   | 1+0+2+0                                   | 41:03,8                                   | 0+1+1+1                                   | 41:12,5                                   | 0+0+1+1                                   | [ 3 ]                                     |

## Lista startowa
Opracowano na podstawie materiałów źródłowych:
Do startu w biegu masowym uprawnieni byli wszyscy dotychczasowi indywidualni medaliści igrzysk, którzy otrzymali pierwsze numery startowe (6 zawodników). Kolejną grupę zawodników wyłoniono na podstawie miejsca w klasyfikacji generalnej pucharu świata (15 zawodników). Pozostali zawodnicy wzięli udział w biegu dzięki miejscom zajętym w poprzednich biegach (9 zawodników). Pod uwagę brana była suma punktów zdobytych w konkurencjach rozgrywanych na igrzyskach.
W biegu nie mogli wziąć udziału Wolfgang Rottmann oraz Wolfgang Perner, którzy po biegu sprinterskim zostali zdyskwalifikowani.
Lista startowa biegu masowego:
| Numer | Zawodnik                | Reprezentacja     | Punkty zdobyte podczas igrzysk | Uwagi (sposób kwalifikacji)                                                             |
| ----- | ----------------------- | ----------------- | ------------------------------ | --------------------------------------------------------------------------------------- |
| 1     | Michael Greis           | Niemcy            | 80                             | 1. miejsce w biegu indywidualnym                                                        |
| 2     | Sven Fischer            | Niemcy            | 107                            | 1. miejsce w sprincie 3. miejsce w biegu pościgowym                                     |
| 3     | Vincent Defrasne        | Francja           | 87                             | 1. miejsce w biegu pościgowym                                                           |
| 4     | Ole Einar Bjørndalen    | Norwegia          | 114                            | 2. miejsce w biegu pościgowym 2. miejsce w biegu indywidualnym                          |
| 5     | Halvard Hanevold        | Norwegia          | 126                            | 2. miejsce w sprincie 3. miejsce w biegu indywidualnym                                  |
| 6     | Frode Andresen          | Norwegia          | 93                             | 3. miejsce w sprincie                                                                   |
| 7     | Raphaël Poirée          | Francja           | 39                             | 2. miejsce w Pucharze Świata                                                            |
| 8     | Michael Rösch           | Niemcy            | 0                              | 6. miejsce w Pucharze Świata                                                            |
| 9     | Maksim Czudow           | Rosja             | 54                             | 9. miejsce w Pucharze Świata                                                            |
| 10    | Alexander Wolf          | Niemcy            | 28                             | 10. miejsce w Pucharze Świata                                                           |
| 11    | Siergiej Czepikow       | Rosja             | 47                             | 13. miejsce w Pucharze Świata                                                           |
| 12    | Tomasz Sikora           | Polska            | 34                             | 14. miejsce w Pucharze Świata                                                           |
| 13    | Ilmārs Bricis           | Łotwa             | 72                             | 16. miejsce w Pucharze Świata                                                           |
| 14    | Nikołaj Krugłow         | Rosja             | 33                             | 17. miejsce w Pucharze Świata                                                           |
| 15    | Christoph Sumann        | Austria           | 47                             | 19. miejsce w Pucharze Świata                                                           |
| 16    | Julien Robert           | Francja           | 72                             | 20. miejsce w Pucharze Świata                                                           |
| 17    | Björn Ferry             | Szwecja           | 25                             | 21. miejsce w Pucharze Świata                                                           |
| 18    | Emil Hegle Svendsen     | Norwegia          | 0                              | 23. miejsce w Pucharze Świata                                                           |
| 19    | Carl Johan Bergman      | Szwecja           | 8                              | 25. miejsce w Pucharze Świata                                                           |
| 20    | Siergiej Rożkow         | Rosja             | 0                              | 27. miejsce w Pucharze Świata                                                           |
| 21    | Roman Dostál            | Czechy            | 1                              | 28. miejsce w Pucharze Świata                                                           |
| 22    | Christian De Lorenzi    | Włochy            | 53                             | 7. miejsce w biegu indywidualnym 14. miejsce w biegu pościgowym 28. miejsce w sprincie  |
| 23    | Wilfried Pallhuber      | Włochy            | 50                             | 9. miejsce w biegu indywidualnym 17. miejsce w biegu pościgowym 23. miejsce w sprincie  |
| 24    | Zdeněk Vítek            | Czechy            | 48                             | 11. miejsce w sprincie 16. miejsce w biegu pościgowym 22. miejsce w biegu indywidualnym |
| 25    | Mattias Nilsson         | Szwecja           | 41                             | 8. miejsce w sprincie 20. miejsce w biegu pościgowym                                    |
| 26    | Marek Matiaško          | Słowacja          | 37                             | 5. miejsce w biegu indywidualnym                                                        |
| 27    | Paavo Puurunen          | Finlandia         | 30                             | 12. miejsce w biegu indywidualnym 23. miejsce w biegu pościgowym                        |
| 28    | Rene Laurent Vuillermoz | Włochy            | 26                             | 13. miejsce w biegu pościgowym 25. miejsce w biegu indywidualnym                        |
| 29    | Jay Hakkinen            | Stany Zjednoczone | 26                             | 10. miejsce w biegu indywidualnym                                                       |
| 30    | Kyōji Suga              | Japonia           | 18                             | 14. miejsce w biegu indywidualnym                                                       |

## Przebieg rywalizacji
Opracowano na podstawie materiału źródłowego:

### Pierwsze okrążenie
Po pierwszym okrążeniu prowadził Norweg Ole Einar Bjørndalen z czasem 9 minut i 44 sekundy. Tuż za nim biegł jego rodak – Frode Andresen. Na trzecim miejscu na tym etapie rywalizacji plasował się Niemiec Alexander Wolf. Ośmiu zawodników popełniło jeden błąd na strzelnicy, czterech musiało pobiec dodatkowe dwie rundy karne.
Pierwszych dziesięciu zawodników po pierwszym strzelaniu:
| Lp. | Zawodnik             | Reprezentacja | Czas (min) | Strata  | Liczba rund karnych |
| --- | -------------------- | ------------- | ---------- | ------- | ------------------- |
| 1.  | Ole Einar Bjørndalen | Norwegia      | 9:44,0     |         | 0                   |
| 2.  | Frode Andresen       | Norwegia      | 9:48,7     | +4,7 s  | 0                   |
| 3.  | Alexander Wolf       | Niemcy        | 9:49,3     | +5,3 s  | 0                   |
| 4.  | Michael Greis        | Niemcy        | 9:56,0     | +12,0 s | 0                   |
| 5.  | Vincent Defrasne     | Francja       | 9:56,3     | +12,3 s | 0                   |
| 6.  | Sven Fischer         | Niemcy        | 9:59,5     | +15,5 s | 0                   |
| 7.  | Björn Ferry          | Szwecja       | 10:00,0    | +16,0 s | 0                   |
| 8.  | Julien Robert        | Francja       | 10:00,4    | +16,4 s | 0                   |
| 9.  | Siergiej Rożkow      | Rosja         | 10:01,0    | +17,0 s | 0                   |
| 10. | Tomasz Sikora        | Polska        | 10:02,0    | +18,0 s | 0                   |

### Drugie okrążenie
Po drugim okrążeniu liderem nadal był Ole Einar Bjørndalen. Powiększył on swoją przewagę do 20,3 sekundy nad drugim zawodnikiem, którym był Tomasz Sikora. Na trzecią pozycję awansował Michael Greis. Wszyscy trzej oddali do tej pory 10 bezbłędnych strzałów. Podczas tego strzelania dziewięciu zawodników oddało przynajmniej jeden niecelny strzał. Dwunastu uczestników biegu ciągle nie popełniło żadnego błędu na strzelnicy.
Pierwszych dziesięciu zawodników po drugim strzelaniu:
| Lp. | Zawodnik             | Reprezentacja     | Czas (min) | Strata  | Liczba rund karnych |
| --- | -------------------- | ----------------- | ---------- | ------- | ------------------- |
| 1.  | Ole Einar Bjørndalen | Norwegia          | 19:06,5    |         | 0+0                 |
| 2.  | Tomasz Sikora        | Polska            | 19:26,8    | +20,3 s | 0+0                 |
| 3.  | Michael Greis        | Niemcy            | 19:27,7    | +21,2 s | 0+0                 |
| 4.  | Alexander Wolf       | Niemcy            | 19:30,0    | +23,5 s | 0+0                 |
| 5.  | Maksim Czudow        | Rosja             | 19:34,7    | +28,2 s | 1+0                 |
| 6.  | Michael Rösch        | Niemcy            | 19:38,9    | +32,4 s | 1+0                 |
| 7.  | Siergiej Rożkow      | Rosja             | 19:39,9    | +33,4 s | 0+0                 |
| 8.  | Jay Hakkinen         | Stany Zjednoczone | 19:41,8    | +35,3 s | 0+0                 |
| 9.  | Paavo Puurunen       | Finlandia         | 19:43,3    | +36,8 s | 0+0                 |
| 10. | Roman Dostál         | Czechy            | 19:43,9    | +37,4 s | 0+0                 |

### Trzecie okrążenie
Trzecie strzelanie, było pierwszym w pozycji stojącej. Po tym strzelaniu na prowadzeniu nadal pozostał Ole Einar Bjørndalen, jednak wskutek jednego niecelnego strzału, jego przewaga nad drugim Tomaszem Sikorą zmalała do 1,6 sekundy. Na trzeciej pozycji nadal biegł Michael Greis. Dziewiętnastu zawodników popełniło co najmniej jeden błąd na strzelnicy. Po tym strzelaniu zostało już tylko trzech zawodników, którzy nie musieli biec dodatkowej karnej rundy.
Pierwszych dziesięciu zawodników po trzecim strzelaniu:
| Lp. | Zawodnik             | Reprezentacja | Czas (min) | Strata  | Liczba rund karnych |
| --- | -------------------- | ------------- | ---------- | ------- | ------------------- |
| 1.  | Ole Einar Bjørndalen | Norwegia      | 28:51,7    |         | 0+0+1               |
| 2.  | Tomasz Sikora        | Polska        | 28:53,3    | +1,6 s  | 0+0+0               |
| 3.  | Michael Greis        | Niemcy        | 29:20,4    | +28,7 s | 0+0+1               |
| 4.  | Paavo Puurunen       | Finlandia     | 29:20,9    | +29,2 s | 0+0+0               |
| 5.  | Emil Hegle Svendsen  | Norwegia      | 29:29,9    | +38,2 s | 0+1+0               |
| 6.  | Vincent Defrasne     | Francja       | 29:33,5    | +41,8 s | 0+1+1               |
| 7.  | Siergiej Czepikow    | Rosja         | 29:34,3    | +42,6 s | 0+0+0               |
| 8.  | Maksim Czudow        | Rosja         | 29:35,6    | +43,9 s | 1+0+1               |
| 9.  | Alexander Wolf       | Niemcy        | 29:36,7    | +45,0 s | 0+0+1               |
| 10. | Christoph Sumann     | Austria       | 29:37,3    | +45,6 s | 1+0+0               |

### Czwarte okrążenie
Podczas ostatniego strzelania dotychczasowy lider – Ole Einar Bjørndalen popełnił dwa błędy i zmuszony był przebiec dodatkowe 300 metrów, tym samym spadł na czwartą pozycję. Nowym liderem biegu został Tomasz Sikora, który wyprzedzał Michaela Greisa o 3,3 sekundy. Na trzecie miejsce awansował Fin Paavo Puurunen, który podczas całego biegu nie popełnił ani jednego błędu na strzelnicy. Podczas tego strzelania dziewięciu zawodników oddało pięć bezbłędnych strzałów. Oprócz Puurunena, jeszcze tylko Siergiej Czepikow ani razu nie pomylił się na strzelnicy.
Pierwszych dziesięciu zawodników po czwartym strzelaniu:
| Lp. | Zawodnik             | Reprezentacja     | Czas (min) | Strata  | Liczba rund karnych |
| --- | -------------------- | ----------------- | ---------- | ------- | ------------------- |
| 1.  | Tomasz Sikora        | Polska            | 38:54,4    |         | 0+0+0+1             |
| 2.  | Michael Greis        | Niemcy            | 38:57,7    | +3,3 s  | 0+0+1+0             |
| 3.  | Paavo Puurunen       | Finlandia         | 39:09,8    | +15,4 s | 0+0+0+0             |
| 4.  | Ole Einar Bjørndalen | Norwegia          | 39:15,2    | +20,8 s | 0+0+1+2             |
| 5.  | Siergiej Czepikow    | Rosja             | 39:17,4    | +23,0 s | 0+0+0+0             |
| 6.  | Jay Hakkinen         | Stany Zjednoczone | 39:23,8    | +29,4 s | 0+0+1+0             |
| 7.  | Alexander Wolf       | Niemcy            | 39:40,2    | +45,8 s | 0+0+1+1             |
| 8.  | Emil Hegle Svendsen  | Norwegia          | 39:40,9    | +46,5 s | 0+1+0+1             |
| 9.  | Christoph Sumann     | Austria           | 39:41,8    | +47,4 s | 1+0+0+1             |
| 10. | Michael Rösch        | Niemcy            | 39:42,1    | +47,7 s | 1+0+1+1             |

### Piąte okrążenie
Ten odcinek trasy najszybciej pokonał Ole Einar Bjørndalen, który po czwartym strzelaniu zajmował 4. pozycję tracąc do podium 5,4 sekundy. Dzięki swojemu biegowi wyprzedził Paavo Puurunena awansował na 3. miejsce. Prowadzący Tomasz Sikora utracił swoje 3,3 sekundy przewagi nad Michaelem Greisem. Niemiec, mający drugi czas biegu na tym odcinku, wyprzedził Polaka i ostatecznie na mecie jego przewaga wyniosła 6,3 sekundy. Trzeci czas biegu na tym odcinku odnotował Halvard Hanevold.

### Dodatkowe informacje
Podczas pierwszej wizyty na strzelnicy najszybciej strzelali Ole Einar Bjørndalen oraz Michael Rösch. Norweg oddał pięć celnych strzałów, natomiast Niemiec popełnił jeden błąd. Z uwzględnieniem wbiegu na strzelnicę, samego strzelania, wygiegu oraz pokonania ewentualnej rundy karnej, najlepszy czas miał również Ole Einar Bjørndalen, który na wykonanie tych czynności potrzebował 50,1 sekundy. Drugie strzelanie najszybciej wykonał ponownie Ole Einar Bjørndalen, który również tym razem strzelał bezbłędnie, w czasie 26 sekund. Drugi pobyt na strzelnicy (wbiegnięcie, strzelanie, wybiegnięcie) także jemu zajął najkrócej. Podczas trzeciego strzelania najszybsi byli Julien Robert (1 pudło) i Carl Johan Bergman (bezbłędnie). Cały pobyt na strzelnicy najkrócej zajął Emilowi Hegle Svendsen. Ostatnie strzelanie najszybciej wykonał Raphaël Poirée – 21 sekund. Na ten pobyt na strzelnicy najmniej czasu stracił także Raphaël Poirée, któremu zajęło to 47,7 sekundy. Sumując czas wszystkich strzelań, najszybszy okazał się Michael Rösch (3 pudła). Najmniej czasu podczas pobytu na strzelnicy stracił Paavo Puurunen.
Najlepszym biegaczem zawodów okazał się Ole Einar Bjørndalen, który w biegu zyskał 9,3 sekundy przewagi nad drugim – Frode Andresenem.
Pierwsze okrążenie
| Lp. | 1. strzelanie                             | 1. pobyt na strzelnicy        | Czas biegu                          |
| --- | ----------------------------------------- | ----------------------------- | ----------------------------------- |
| 1.  | Ole Einar Bjørndalen Michael Rösch (24 s) | Ole Einar Bjørndalen (50,1 s) | Alexander Wolf (8 min 53,8 s)       |
| 2.  |                                           | Frode Andresen (54,4 s)       | Ole Einar Bjørndalen (8 min 53,9 s) |
| 3.  | Rene Laurent Vuillermoz (26 s)            | Jay Hakkinen (54,9 s)         | Frode Andresen (8 min 54,3 s)       |

Drugie okrążenie
| Lp. | 2. strzelanie               | 2. pobyt na strzelnicy           | Czas biegu                   |
| --- | --------------------------- | -------------------------------- | ---------------------------- |
| 1.  | Ole Einar Bjørndalen (26 s) | Ole Einar Bjørndalen (52,1 s)    | Maksim Czudow (8 min 18,3 s) |
| 2.  | Michael Rösch (27 s)        | Michael Rösch (52,4 s)           | Tomasz Sikora (8 min 23,2 s) |
| 3.  | Emil Hegle Svendsen (28 s)  | Rene Laurent Vuillermoz (55,6 s) | Frode Andresen (8 min 26 s)  |

Trzecie okrążenie
| Lp. | 3. strzelanie                                                                  | 3. pobyt na strzelnicy       | Czas biegu                          |
| --- | ------------------------------------------------------------------------------ | ---------------------------- | ----------------------------------- |
| 1.  | Julien Robert Carl Johan Bergman (22 s)                                        | Emil Hegle Svendsen (49,6 s) | Ole Einar Bjørndalen (8 min 25,4 s) |
| 2.  |                                                                                | Carl Johan Bergman (51,1 s)  | Frode Andresen (8 min 29,5 s)       |
| 3.  | Paavo Puurunen Michael Rösch Raphaël Poirée Jay Hakkinen Frode Andresen (23 s) | Raphaël Poirée (51,2 s)      | Michael Greis (8 min 31,5 s)        |

Czwarte okrążenie
| Lp. | 4. strzelanie                           | 4. pobyt na strzelnicy  | Czas biegu                      |
| --- | --------------------------------------- | ----------------------- | ------------------------------- |
| 1.  | Raphaël Poirée (21 s)                   | Raphaël Poirée (47,7 s) | Halvard Hanevold (8 min 32,7 s) |
| 2.  | Michael Rösch Carl Johan Bergman (22 s) | Björn Ferry (51,6 s)    | Maksim Czudow (8 min 34,4 s)    |
| 3.  |                                         | Julien Robert (52,9 s)  | Frode Andresen (8 min 35,7 s)   |

Piąte okrążenie
| Lp. | Czas biegu                          |
| --- | ----------------------------------- |
| 1.  | Ole Einar Bjørndalen (8 min 17,1 s) |
| 2.  | Michael Greis (8 min 22,3 s)        |
| 3.  | Halvard Hanevold (8 min 22,5 s)     |

Cały bieg
| Lp. | Strzelania                    | Pobyt na strzelnicy              | Czas biegu                           |
| --- | ----------------------------- | -------------------------------- | ------------------------------------ |
| 1.  | Michael Rösch (1 min 36 s)    | Paavo Puurunen (3 min 47,9 s)    | Ole Einar Bjørndalen (42 min 46,1 s) |
| 2.  | Vincent Defrasne (1 min 45 s) | Siergiej Czepikow (3 min 59,0 s) | Frode Andresen (42 min 55,4 s)       |
| 3.  | Jay Hakkinen (1 min 46 s)     | Jay Hakkinen (4 min 4,8 s)       | Maksim Czudow (42 min 59,8 s)        |

## Wyniki końcowe
Opracowano na podstawie materiału źródłowego:
| Ranking | Bib | Zawodnik                | Reprezentacja     | Strzelanie  | Czas    | Strata  |
| ------- | --- | ----------------------- | ----------------- | ----------- | ------- | ------- |
| 01 !    | 1   | Michael Greis           | Niemcy            | 1 (0+0+1+0) | 47:20,0 | —       |
| 02 !    | 12  | Tomasz Sikora           | Polska            | 1 (0+0+0+1) | 47:26,3 | +6,3    |
| 03 !    | 4   | Ole Einar Bjørndalen    | Norwegia          | 3 (0+0+1+2) | 47:32,3 | +12,3   |
| 4.      | 27  | Paavo Puurunen          | Finlandia         | 0 (0+0+0+0) | 47:43,7 | +23,7   |
| 5.      | 11  | Siergiej Czepikow       | Rosja             | 0 (0+0+0+0) | 47:59,1 | +39,1   |
| 6.      | 18  | Emil Hegle Svendsen     | Norwegia          | 2 (0+1+0+1) | 48:13,8 | +53,8   |
| 7.      | 5   | Halvard Hanevold        | Norwegia          | 3 (1+0+1+1) | 48:14,9 | +54,9   |
| 8.      | 10  | Alexander Wolf          | Niemcy            | 2 (0+0+1+1) | 48:15,3 | +55,3   |
| 9.      | 15  | Christoph Sumann        | Austria           | 2 (1+0+0+1) | 48:17,4 | +57,4   |
| 10.     | 8   | Michael Rösch           | Niemcy            | 3 (1+0+1+1) | 48:19,9 | +59,9   |
| 11.     | 3   | Vincent Defrasne        | Francja           | 4 (0+1+1+2) | 48:20,7 | +1:00,7 |
| 12.     | 7   | Raphaël Poirée          | Francja           | 2 (1+1+0+0) | 48:24,9 | +1:04,9 |
| 13.     | 29  | Jay Hakkinen            | Stany Zjednoczone | 1 (0+0+1+0) | 48:29,6 | +1:09,6 |
| 14.     | 25  | Mattias Nilsson         | Szwecja           | 1 (1+0+0+0) | 48:37,7 | +1:17,7 |
| 15.     | 9   | Maksim Czudow           | Rosja             | 4 (1+0+1+2) | 48:40,2 | +1:20,2 |
| 16.     | 16  | Julien Robert           | Francja           | 2 (0+1+1+0) | 48:51,8 | +1:31,8 |
| 17.     | 2   | Sven Fischer            | Niemcy            | 2 (0+1+0+1) | 48:53,7 | +1:33,7 |
| 18.     | 17  | Björn Ferry             | Szwecja           | 2 (0+1+1+0) | 48:56,4 | +1:36,4 |
| 19.     | 6   | Frode Andresen          | Norwegia          | 6 (0+2+2+2) | 49:03,6 | +1:43,6 |
| 20.     | 20  | Siergiej Rożkow         | Rosja             | 2 (0+0+1+1) | 49:09,7 | +1:49,7 |
| 21.     | 14  | Nikołaj Krugłow         | Rosja             | 2 (1+0+1+0) | 49:20,1 | +2:00,1 |
| 22.     | 24  | Zdeněk Vítek            | Czechy            | 2 (0+0+1+1) | 49:21,3 | +2:01,3 |
| 23.     | 21  | Roman Dostál            | Czechy            | 4 (0+0+2+2) | 49:29,9 | +2:09,9 |
| 24.     | 23  | Wilfried Pallhuber      | Włochy            | 2 (2+0+0+0) | 49:41,5 | +2:21,5 |
| 25.     | 28  | Rene Laurent Vuillermoz | Włochy            | 4 (2+0+1+1) | 49:53,1 | +2:33,1 |
| 26.     | 22  | Christian De Lorenzi    | Włochy            | 4 (2+1+0+1) | 49:59,6 | +2:39,6 |
| 27.     | 26  | Marek Matiaško          | Słowacja          | 3 (0+0+1+2) | 50:11,1 | +2:51,1 |
| 28.     | 13  | Ilmārs Bricis           | Łotwa             | 3 (0+0+1+2) | 50:27,6 | +3:07,6 |
| 29.     | 19  | Carl Johan Bergman      | Szwecja           | 4 (2+1+0+1) | 50:54,4 | +3:34,4 |
| 30.     | 30  | Kyōji Suga              | Japonia           | 5 (1+0+3+1) | 52:01,6 | +4:41,6 |

## Po zawodach
Opracowano na podstawie materiałów źródłowych:
Pierwszych dwudziestu zawodników klasyfikacji generalnej Pucharu Świata po zawodach:
| Pozycja | Zawodnik             | Reprezentacja | Punkty | Strata | Zmiana |
| ------- | -------------------- | ------------- | ------ | ------ | ------ |
| 1.      | Sven Fischer         | Niemcy        | 488    | –      |        |
| 2.      | Raphaël Poirée       | Francja       | 465    | +23    |        |
| 3.      | Michael Greis        | Niemcy        | 459    | +29    | 1      |
| 4.      | Ole Einar Bjørndalen | Norwegia      | 454    | +34    | 1      |
| 5.      | Halvard Hanevold     | Norwegia      | 418    | +70    |        |
| 6.      | Michael Rösch        | Niemcy        | 402    | +86    |        |
| 7.      | Frode Andresen       | Norwegia      | 385    | +103   |        |
| 8.      | Vincent Defrasne     | Francja       | 377    | +111   |        |
| 9.      | Alexander Wolf       | Niemcy        | 356    | +132   | 1      |
| 10.     | Maksim Czudow        | Rosja         | 348    | +140   | 1      |
| 11.     | Iwan Czeriezow       | Rosja         | 326    | +162   |        |
| 12.     | Tomasz Sikora        | Polska        | 325    | +163   | 2      |
| 13.     | Ricco Groß           | Niemcy        | 320    | +168   | 1      |
| 14.     | Siergiej Czepikow    | Rosja         | 317    | +171   | 1      |
| 15.     | Stian Eckhoff        | Norwegia      | 266    | +222   |        |
| 16.     | Nikołaj Krugłow      | Rosja         | 263    | +225   | 1      |
| 17.     | Ilmārs Bricis        | Łotwa         | 258    | +230   | 1      |
| 18.     | Pawieł Rostowcew     | Rosja         | 225    | +263   |        |
| 19.     | Christoph Sumann     | Austria       | 222    | +266   |        |
| 20.     | Julien Robert        | Francja       | 203    | +285   |        |

Pierwszych dwudziestu zawodników klasyfikacji biegu masowego Pucharu Świata po zawodach:
| Pozycja | Zawodnik             | Reprezentacja | Punkty | Strata | Zmiana |
| ------- | -------------------- | ------------- | ------ | ------ | ------ |
| 1.      | Raphaël Poirée       | Francja       | 111    | –      |        |
| 2.      | Halvard Hanevold     | Norwegia      | 95     | +16    | 2      |
| 3.      | Ole Einar Bjørndalen | Norwegia      | 93     | +18    | 7      |
| 4.      | Sven Fischer         | Niemcy        | 90     | +21    | 2      |
| 5.      | Maksim Czudow        | Rosja         | 88     | +23    | 2      |
| 6.      | Vincent Defrasne     | Francja       | 84     | +27    |        |
| 7.      | Tomasz Sikora        | Polska        | 83     | +28    | 6      |
| 8.      | Michael Greis        | Niemcy        | 80     | +31    | 8      |
| 9.      | Siergiej Czepikow    | Rosja         | 71     | +40    | 5      |
| 10.     | Michael Rösch        | Niemcy        | 68     | +43    | 1      |
| 11.     | Frode Andresen       | Norwegia      | 67     | +44    | 4      |
| 12.     | Iwan Czeriezow       | Rosja         | 63     | +48    | 7      |
| 13.     | Siergiej Rożkow      | Rosja         | 63     | +48    | 4      |
| 14.     | Alexander Wolf       | Niemcy        | 58     | +53    | 3      |
| 15.     | Ricco Groß           | Niemcy        | 52     | +59    | 7      |
| 16.     | Emil Hegle Svendsen  | Norwegia      | 48     | +63    | 11     |
| 17.     | Christoph Sumann     | Austria       | 42     | +69    | 11     |
| 18.     | Paavo Puurunen       | Finlandia     | 40     | +71    | 23     |
| 19.     | Ilmārs Bricis        | Łotwa         | 40     | +71    | 7      |
| 20.     | Roman Dostál         | Czechy        | 35     | +76    | 2      |